# Fleischhaken von Dunaverney

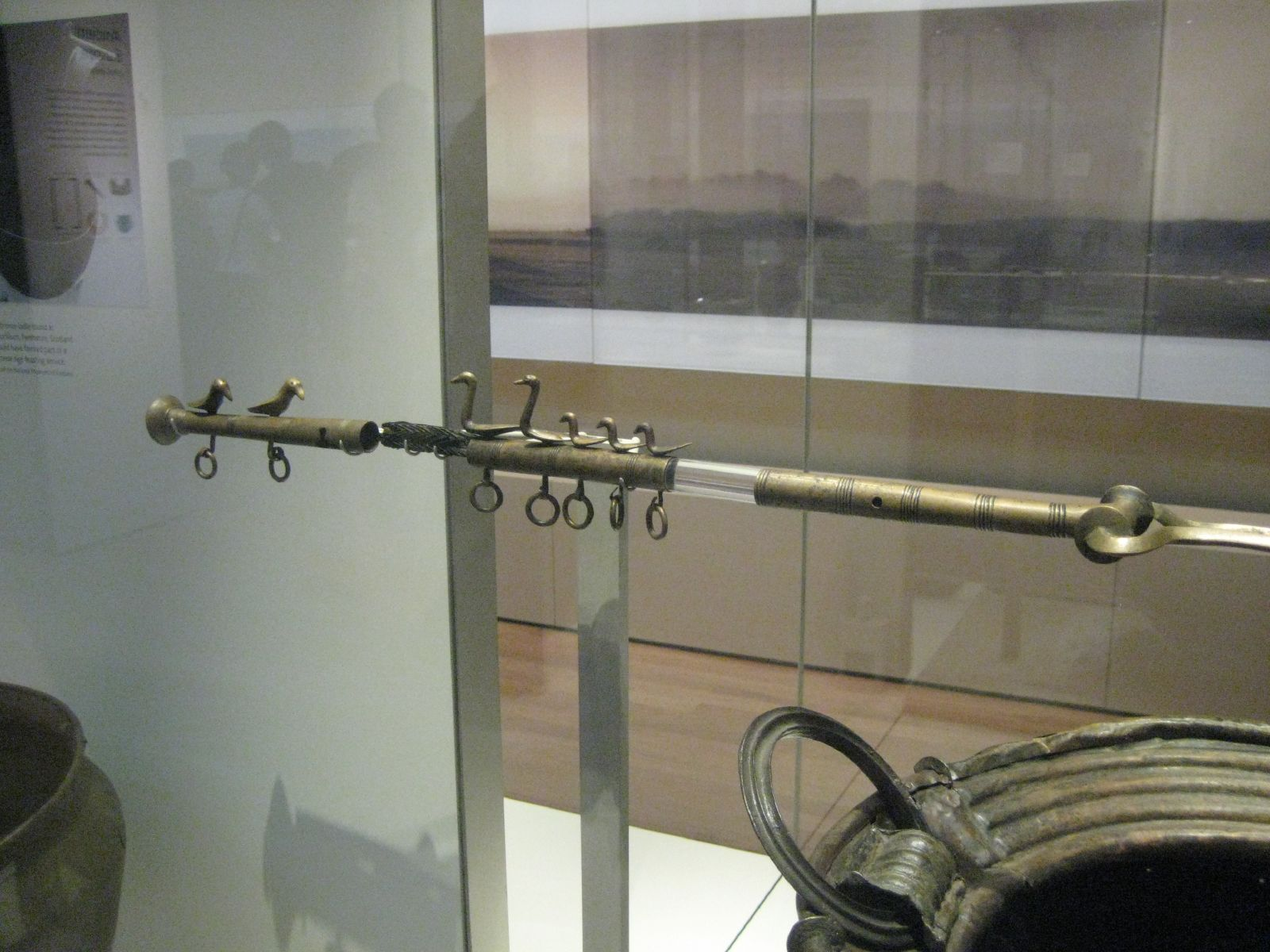
Fleischhaken von Dunaverney

Der Fleischhaken von Dunaverney (englisch Dunaverney Flesh-Hook) ist ein Artefakt aus dem bronzezeitlichen (1050 bis 900 v. Chr.) Irland. Es wird angenommen, dass er verwendet wurde, um zeremoniell Fleischstücke aus einem Kessel zu servieren. Er befindet sich seit 1856 im British Museum in London.
Der Fleischhaken wurde 1829 im Moor von Dunaverney, nördlich von Ballymoney im County Antrim in Nordirland, entdeckt. Zum Zeitpunkt seiner Entdeckung war der Fleischhaken beispiellos und die Archäologen konnten sich lange nicht auf sein Alter und seine Funktion einigen. Als in Irland, Großbritannien und entlang der europäischen Atlantikküste mehr als drei Dutzend weitere Exemplare (z. B. in Inveraray und Killeonan in Schottland) gefunden wurden, wurde anhand ihres Stils, ihrer Technologie und ihres Kontexts deutlich, dass sie in die Bronzezeit gehörten und Instrumente bei festlichen Zeremonien waren.
Obwohl die Atlantikreihe charakteristisch ist, leitet sie sich letztendlich von ähnlichen Instrumenten im Osten ab, und sizilianische Beispiele führen einen alternativen Verbreitungsweg zur üblicherweise akzeptierten Zwischenstation der Urnenfelderkultur ein. Die Seltenheit der Fleischhaken ist auffällig. Ihre soziale Rolle muss nicht nur in Bezug auf ihre ausgeprägte Individualität, technologische Konstruktion oder ikonografische Merkmale berücksichtigen werden, sondern auch in ihrer Beziehung zu den zeitgenössischen Prestigemahlzeiten. Die Verbreitung von Fleischhaken und Drehspießen (englisch rotary spits) schließt sich im größten Teil des atlantischen Europas gegenseitig aus. Sie funktionierten also auf ideologischer Ebene unterschiedlich.
Der aus drei Metallstücken bestehende stabartige Fleischhaken von Dunaverney war durch zwei Eichenstäbe verbunden, von denen nur ein Fragment erhalten ist. Am unteren Endstück des Stabes befinden sich zwei Vögel gegenüber einer fünfköpfigen Gruppe, zwei große neben drei kleineren Vögeln auf dem mittleren Teilstück. Die beiden Vögel sind vermutlich Raben, die fünfköpfige Familie kann als Schwäne identifiziert werden. Die Vogelgruppen scheinen Gegensätze darzustellen: Wasservögel gegen Luftvögel; Weiß gegen Schwarz, Fruchtbarkeit gegen Tod (impliziert durch die Raben). Die Darstellung von Vögeln am Fleischhaken von Dunaverney blieb bis heute in Nordwesteuropa einzigartig.

Fleischhaken von Dunaverney
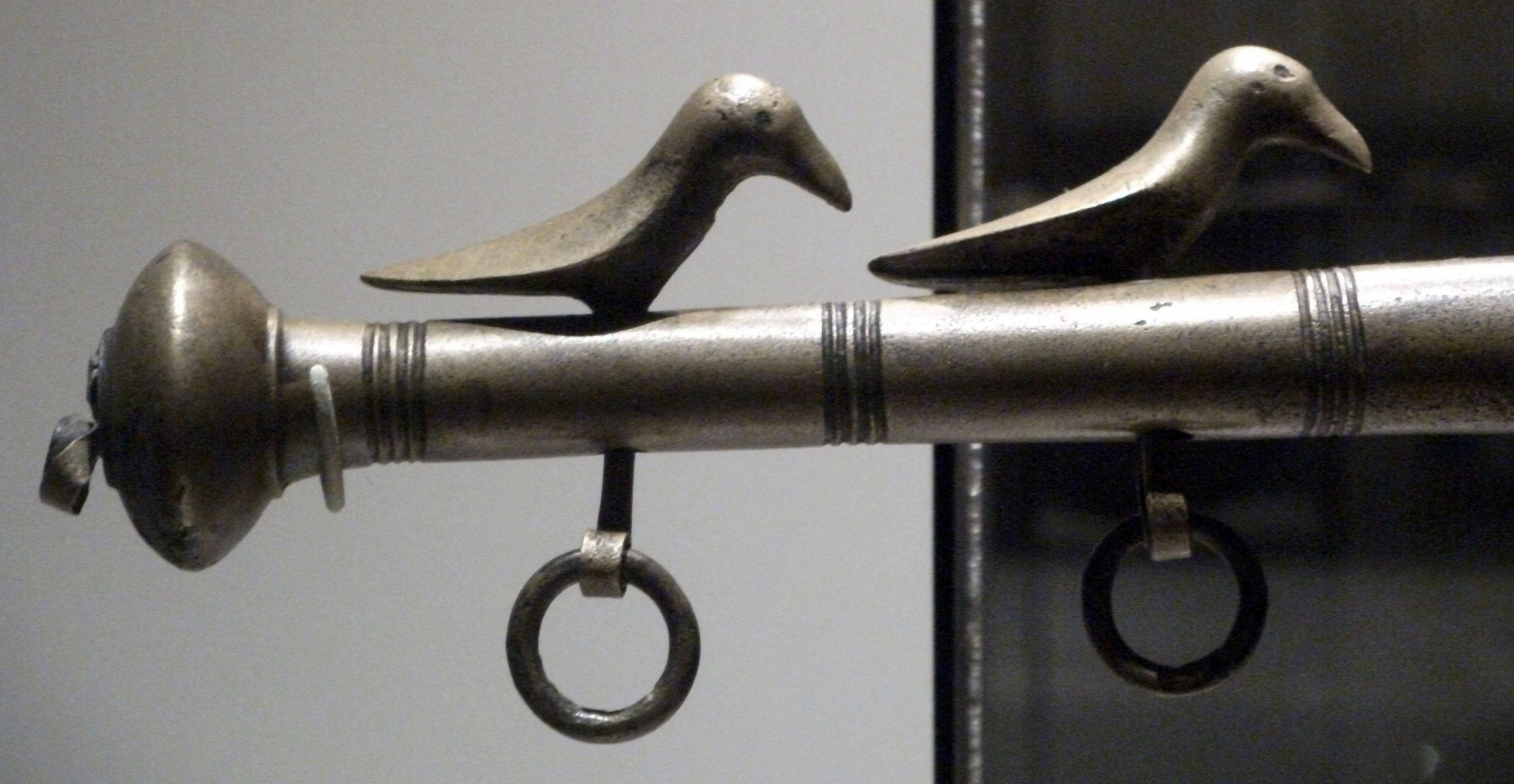
Rabenstück
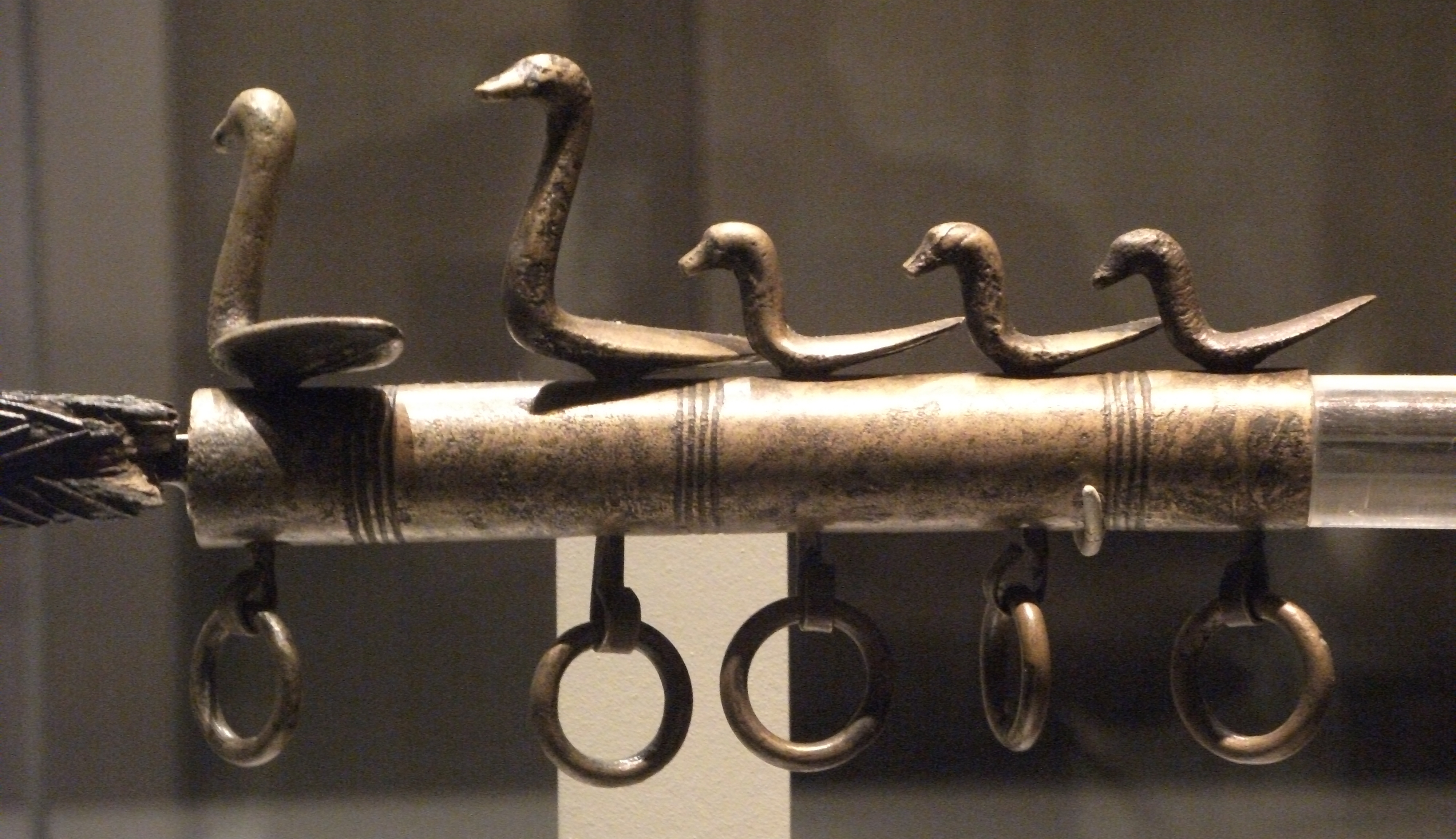
Schwänestück
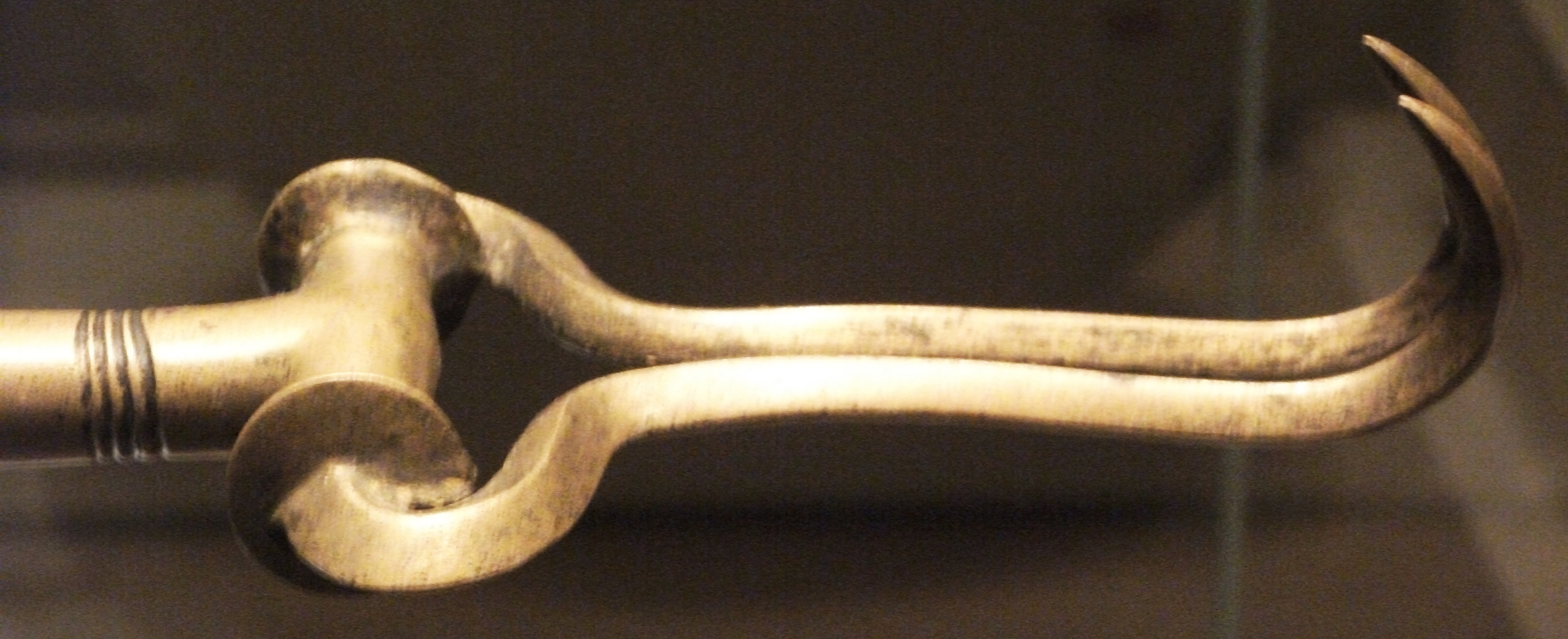
Hakenstück